# إيما يونج
ايما يونج (بالإنجليزية: Emma Young)‏ وهي مهندسة معمارية أسترالية، ولدت في سيدني في عام 1971.

## عملها
أكملت يونج درجة البكالوريوس في التصميم البيئي في جامعة كانبيرا قبل انتهائها من دراسة الهندسة المعمارية في المعهد الملكي للتكنولوجيا في ملبورن RMIT في عام 1999. قبل تأسيس «PhOOEY للهندسة المعمارية» مع شريكها بيتر هو في عام 2002، عملت ايما في عدد من الممارسات المعمارية الشهيرة في ملبورن بما في ذلك ماكس ماي وليونز وفيكتوريا. تقديراً لمساهمتهم في إعادة استخدام المواد في جميع مشاريعهم، حصلت يونج وشريكها بيتر على جوائز وطنية وعالمية، بما في ذلك جائزة RAIA الوطنية لهندسة المشروعات الصغيرة في عام 2008. وفي عام 2013، كانت يونج متحدثة في شركة ماتريال في المؤتمر الوطني لمعهد المهندسين المعماريين الأسترالي في ملبورن. وفي عام 2014، كانت المتحدثة المدعوة في سلسلة «CMS للتصميم» في نيوزيلندا.
تعمل ايما يونج حاليًا في شركة (PHOOEY للهندسة المعمارية) مع شريكها بيتر هو في ملبورن.

## المشاريع الرئيسية
تم تجديد منزل كوبو على هيئة تصاميم قديمة تراثية في عام 1880 في فيتزروي الشمالية. جاءت فكرة تصميم المنزل من «الذاكرة الثقافية للمبنى الحالي» حيث التزمت PHOOEY بهذه الفكرة. يحتوي المنزل على ميزات مستدامة تتضمن أنظمة شمسية وأجهزة لجمع مياه الأمطار لإعادة استخدامها مرة أخرى. تمت إعادة تدوير العديد من المواد من المنزل الأصلي وإعادة استخدامها. وللقيام بذلك، قامت شركة PHOOEY بعمل جرد للمواد التي تم إزالتها من المشروع. تم تغيير جميع النوافذ التي تمت إزالتها لإنشاء جدار نافذة مكون من ثلاثة طوابق والذي يعمل أيضًا كضوء جيد لمستوى الطابق السفلي الجديد. أمام جدار النافذة في وسط الدرج الحلزوني الجديد، تم تعليق ثريا مصنوعة من أجزاء الدرج الأصلية. ظهرت شاشات الأمان مرة أخرى كشاشة خصوصية كبيرة، وكان هناك موقد للنار لونه أزرق على عتبة الباب الأمامية وتم استخدام الأرضيات الخشبية القديمة أمام المنزل لتكون في المطبخ. تم دمج بلاط السقف الأردواز الأصلي والطوب في الواجهة. تم إعلام الواجهة الخلفية وتفاصيل النجارة الداخلية باستخدام تقنية السريالية.
قامت ايما وصديقها بيتر بتصميم شقة من غرفتي نوم تُدعى "Kaleidoscope" في ملبورن تقع داخل مستودع قديم. لا يوجد مدخل إلى الحديقة حتى يعمل جدار مزجج يحيط بساحة داخلية كضوء فاتح مع ضوء يتم تصفيته من خلال النوافذ الملونة الحمراء والبرتقالية والصفراء فوق الأبواب الزجاجية. تم الاحتفاظ بدعائم السقف الأصلية ورسمت باللون الأسود ممزوجة مع الأسقف البيضاء الجديدة. كما احتفظ التصميم بالأرضيات الخشبية الموجودة. تم تنظيم شرائح الزجاج والمطابخ بالألوان.
تم إنشاء مركز للأطفال في جنوب ملبورن ، من أربع حاويات شحن تم تجميعها معًا. اثنان كبيران في الأسفل واثنان أصغر في الأعلى. تم استخدام أبواب الحاوية كغايات للشرفة، وتم قطع الجدران الجانبية المحولة إلى الدرابزينات والمظلات.

## جوائز
- جائزة إدنا والينج للمناظر الطبيعية للتصميم الداخلي - عام 2014. المعهد الأسترالي لمهندسي المناظر الطبيعية (VIC) بالتعاون مع سايمون إليس مهندسي المناظر الطبيعية.
- جائزة بروس ماكنزي للمناظر الطبيعية - لعام 2014 بالتعاون مع سايمون إليس مهندسي المناظر الطبيعية.
- جائزة المنازل - في الهواء الطلق - لعام 2014. بالتعاون مع سايمون إليس مهندسي المناظر الطبيعية.
- جائزة تعديلات وإضافات سكنية - لعام 2014. المعهد الأسترالي للمهندسين المعماريين (VIC).
- جائزة جرين دوت - لعام 2013.
- الجائزة الوطنية لعمارة المشاريع الصغيرة - لعام 2008. المعهد الأسترالي للمهندسين المعماريين، كوبو هاوس.
- جائزة العمارة للمشاريع الصغيرة - لعام 2008. المعهد الأسترالي للمهندسين المعماريين (VIC).
- جائزة الاستدامة - لعام 2008. المعهد الأسترالي للمهندسين المعماريين (VIC).
- جائزة تصميم بريميير للعمارة الثقافية - لعام 2008، ولاية فيكتوريا.
- جائزة المبنى المتميز - لعام 2008. التميز المعماري والتصميم في جوائز جنوب شرق.
- جائزة العمدة - لعام 2009. جوائز التصميم والتطوير العاشر، مدينة بورت فيليب.
- جائزة السنة - لعام 2008. مهرجان العمارة العالمي (إسبانيا).
- القيادة في المباني المستدامة - التصفيات النهائية لعام 2005. جائزة «بانكسيريا» البيئية، مؤسسة بانكسيا.
- جائزة المباني الخضراء - التصفيات النهائية لعام 2005. جوائز يوم البيئة العالمي، رابطة الأمم المتحدة لأستراليا.
- جائزة الاستحقاق للبيئة في هندسة المناظر الطبيعية - لعام 2004. المعهد الأسترالي لمهندسي المناظر الطبيعية (VIC).

## وصلات خارجية
- [http://urbismagazine.com/articles/architect-profile-emma-young/%5D%5D%20%5BAccessed%2005%20May%202015%5D%5Bوصلة+مكسورة%5D http://urbismagazine.com/articles/architect-profile-emma-young/ [Accessed 05 May 2015]]
- http://www.habitusliving.com/projects/this-house-applies-the-surrealist-technique-cubomania
- http://www.phooey.com.au/projects/90/cubo-house